# Ceratosphys hispanica
Ceratosphys hispanica är en mångfotingart som beskrevs av Ribaut 1920. Ceratosphys hispanica ingår i släktet Ceratosphys och familjen Opisthocheiridae. Inga underarter finns listade i Catalogue of Life.